# 沃羅納河
沃羅納河是俄羅斯的河流，位於奔薩州、坦波夫州和沃羅涅日州內，屬於霍皮奧爾河的右支流，河道全長454公里，流域面積13,200平方公里，在每年12月上旬開始結冰，直至翌年4月上旬，河畔城鎮有基爾薩諾夫、烏瓦羅沃和鮑里索格列布斯克。